# Пітер Ерікссон (політик)
Ларс-Йохан Пітер Ерікссон (швед. Lars-Johan Peter Eriksson) — шведський політик, член Партії зелених, міністр з питань житлового будівництва, міністр цифрового розвитку Швеції (2016—2019), Міністр міжнародного співробітництва в галузі розвитку з 21 січня 2019 до 17 грудня 2020 року.

## Біографія
У 1994—1998 роках вперше був обраний у Риксдаг. У 1999 році переїхав до Каліксу, виконуючи функції у муніципальній виконавчій владі, щоб перемогти на наступних місцевих виборах у цьому місті. У період з 2002 по 2011 роки був одним із двох представників Партії Зелених (разом з Марією Веттерстранд). У 2002 році повернувся до парламенту після чотирирічної перерви, після чого він був переобраний у 2006 році, а також у 2010 році. Також після виборів обійняв посаду голови Комітету з конституційних справ. На виборах 2014 року від імені своєї групи він був обраний депутатом Європарламенту.
У травні 2016 року він відкликав мандат Європейського парламенту у зв'язку з призначенням на посаду міністра з питань житлового будівництва, міністра цифрового розвитку уряду Стефана Левена.

## Нагороди
- Великий хрест ордена «За заслуги перед Італійською Республікою» (14 січня 2019)[12]